# Hố Nai 3
Hố Nai 3 is een xã in het Vietnamese district Trảng Bom, provincie Đồng Nai.
Hố Nai 3 ligt ongeveer 9 kilometer oostelijk van de stad Biên Hòa. De nationale weg 1A is een belangrijke verkeersader voor de gemeente. Ho Nai 3 heeft een spoorwegstation aan de Noord-Zuidspoorweg.